# فرديناند كوبلر
فرديناند كوبلر (بالألمانية: Ferdinand Kübler) (مواليد 24 يوليو 1919 في كانتون زيورخ، سويسرا - 29 ديسمبر 2016)، هو دراج سويسري سابق في صنف سباق الدراجات على الطريق.

## سباقات أو مراحل فاز بها
- طواف فرنسا
- بطولة العالم لسباق الدراجات على الطريق
- طواف سويسرا

## روابط خارجية
- فرديناند كوبلر على موقع أرشيف الدراجات (الإنجليزية)
- فرديناند كوبلر على موقع إحصائيات الدراجات الإحترافية (الإنجليزية)
- فرديناند كوبلر على موقع CycleBase (الإنجليزية)
- Palmares (بالفرنسية)